# Epidendrum aristatum
Epidendrum aristatum är en orkidéart som beskrevs av James David Ackerman och Montalvo. Epidendrum aristatum ingår i släktet Epidendrum och familjen orkidéer.
Artens utbredningsområde är Ecuador. Inga underarter finns listade i Catalogue of Life.